# Cinnober (pigment)

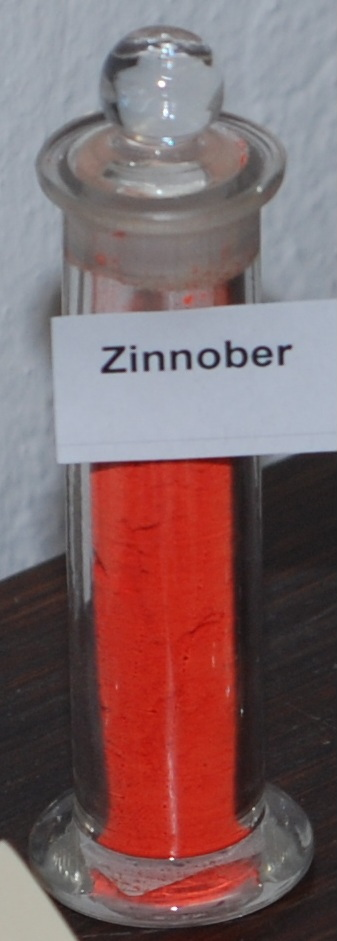
Från samlingen av historiska färgämnen, Tekniska universitet i Dresden, Tyskland

Cinnober är ett av de äldsta kända pigmenten. Det användes redan i det gamla Egypten och finns nämnt i Bibeln. I Sverige har det använts i invändigt byggnadsmåleri sedan medeltiden.
Den färgande beståndsdelen är en av kvicksilversulfidens (HgS) kristallformer. Syntetiskt framställd cinnober, kallad vermillion, har Colour Index-beteckning Pigment Red 106 (C.I. 77766).

## Tillverkning och egenskaper
Ursprungligen tillverkades det genom krossning och malning av mineralet cinnabarit, men redan före år 1200 fanns en metod för tillverkning av syntetiskt cinnober, vermillion, som ger den renaste pigmentkvaliten.
Cinnober ger starkt röda färger, ofta med dragning åt orange. Pigmentet kan användas i olika bindemedel men har en tendens att mörkna när det utsätts för ljus. På grund av sin starka färg och sitt relativt höga pris har det länge använts utblandat med andra röda färger som blymönja eller olika järnoxidpigment. Det finns också organiska cinnoberimitationer tillverkade av petroleumprodukter. Idag är den äkta cinnobern förbjuden på grund av sin giftighet.